# Раковіца (Арджеш)
Раковіца (рум. Racovița) — село у повіті Арджеш в Румунії. Адміністративно підпорядковане місту Міовень.
Село розташоване на відстані 106 км на північний захід від Бухареста, 14 км на північний схід від Пітешть, 116 км на північний схід від Крайови, 90 км на південний захід від Брашова.

## Населення
За даними перепису населення 2002 року у селі проживала 1721 особа. Рідною мовою 1720 осіб (99,9%) назвали румунську.
Національний склад населення села:
| Національність | Кількість осіб | Відсоток |
| -------------- | -------------- | -------- |
| румуни         | 1655           | 96,2%    |
| цигани         | 65             | 3,8%     |